# Spektrofotometrija
Spektrofotometrija je je apsorpciona metoda koja se zasniva na praćenju zavisnosti apsorbance od talasne dužine zračenja koje je prošlo kroz analiziranu supstancu. Odnosno kvantitativno merenje reflektivnih ili transmisionih osobina materijala kao funkcija talasne dužine. Ona obuhvata spektroskopska merenja vidljivom, blisko-ultravioletnom, i blisko-infracrvenom svetlošću. 
Spektrofotometrija je specifičniji termin od spektroskopije, koji ne obuhvate vremenski zavisne metode.
Dok se apsorpcija može pratiti u vidljivom, UV, IC, mikrotalasnoj ili radiofrekventnoj oblasti, opšta teorija apsorpcije zasniva se na Lambert-Beer-ovom zakonu. Po kome je apsorbanca nekog rastvora direktno proporcionalna koncentraciji vrste koja apsorbuje kao i dužini puta. Tako na primer, ako je konstantna dužina puta, UV/VIS spektroskopija se može iskoristiti za određivanje koncentracije apsorbujuće supstance u rastvoru.
Kako se absorbanca menja veoma brzo sa promenom koncentracije, ovo se može uzeto iz tablica za molarne koeficijente ekstincije ili se pak može odrediti preko kalibracione krive. 

## Konstrukcija spektrofotometra
Spktofotometrija podrazumeva upotrebu spektrofotometara (uređaja za merenje intenziteta svetlosti), koji može da meri intenzitet kao funkciju talasne dužine izvora svetlosti. Važne odlike spektrofotometara su spektralni opseg i linearni opseg apsorpcije ili merenje refleksije.
Osnovni elementi instrumenata kojima se meri apsorpcija su: 
- izvor koji emituje zrake željene talasne dužine,
- separator koji omogućava da se zračenje određene talasne dužine odvoje od ostalog dela zračenja
- detektor energije, koji meri deo energije koja prolazi kroz uzorak.

## Primena
Spektrofotometar se često koristi za merenje prozračnosti ili refleksije rastvora, transparentnih ili neprozirnih materija, kao što su polirana stakla, ili gasovi. Međutim, oni takođe mogu biti dizajnirani za merenje difuzivnosti na bilo kom od navedenih opsega svetlosti koji obično pokrivaju oko 200 nm - 2500 nm koristeći različite kontrole i kalibracije. U okviru ovih opsega svetlosti, kalibracija instrumenta je neophodna koristeći standarde koji se razlikuju po tipu, i zavise od talasne dužine fotometrijskog određivanja.
Jedan primer eksperimenta u kome se koristi spektrofotometrija je određivanje konstante ravnoteže rastvora. Određene hemijske reakcije u rastvoru se mogu odvijati u direktnom i u suprotnom smeru, pri čemu se iz reaktanata formiraju proizvodi, a proizvodi se razlažu u reaktante. U nekom trenutku, ove hemijske reakcije dostižu tačku ravnoteže. Kako bi se utvrdile odgovarajuće koncentracije reaktanata i proizvoda u toj tački, prenos svetlosti u rastvoru se može testirati korišćenjem spektrofotometrije. Količinu svetlosti koja prolazi kroz rastvor je pokazatelj koncentracije određenih hemikalija koje ne dozvoljavaju prolaz svetlosti.
Upotreba spektrofotometara obuhvata različite naučne oblasti, kao što su fizika, nauka o materijalima, hemija, biohemija i molekularna biologija. Oni su široko korišćeni u mnogim industrijama, uključujući proizvodnju poluprovodnika, lasera i optičkih materijala, štampanje i forenzičko ispitivanje, kao i u laboratorijama za proučavanje hemijskih supstanci. Spektrofotometrom se može odrediti, u zavisnosti od kontrole ili kalibracije, koje supstance su prisutne u uzorku, kao i u kojoj količini putem proračuna za posmatrane talasne dužine.

## Spoljašnje veze
Mediji vezani za članak Spektrofotometrija na Vikimedijinoj ostavi